# Луис ван Гаал
Алойсийос Паульос Мария „Луис“ ван Гаал (на нидерландски: Aloysius Paulus Maria (Louis) van Gaal, произношение:[luˈwi vɑŋˈxaːɫ] – Лу'и ван Хаал), роден на 8 август 1951 година в Амстердам, е бивш нидерландски футболист и настоящ футболен треньор и функционер (последно е мениджър на „Нидерландия“).
Под негово ръководство са били отборите на „Аякс“, „Барселона“, Алкмаар и „Байерн“, като след световното първенство по футбол поема „Манчестър Юнайтед“.

## Кариера
След края на състезателната си кариера като футболист на ФК Антверпен, Спарта Ротердам и АЗ Алкмаар, става помощник-треньор през 1986 година. След кратка кариера в АЗ, отива в Аякс и става асистент на Лео Беенхакер. През 1991 г. Беенхакер е уволнен и амбициозният ван Гаал е назначен за главен мениджър.
Ръководи Аякс от 1991 до 1997 г. с който завоюва три шампионски титли в Ередивизие – 1994, 1995 и 1996, и на три Суперкупи на Холандия през 1993, 1994 и 1995 година. На Европейската сцена триумфира с Купата на УЕФА през 1992 г. и Шампионската лига през 1995 г., след победа във финала над Милан. Същата година Аякс побеждава и бразилския Гремио в мач за Междуконтиненталната купа. През 1996 г. Аякс отново играят финал в Шампионската лига, но този път губят от Ювентус на Стадио Олимпико в Рим след продължения и изпълнение на дузпи. През този период в състава на холандския гранд присъстват футболисти като Патрик Клуйверт, Марк Овермарс, Франк де Бур и Роналд де Бур, Едгар Давидс, Уинстън Богарт, Михаел Райзигер и Едвин ван дер Сар.
През 1997 г. поема ФК Барселона. Въпреки че печели на два пъти Примера Дивисион, ван Гаал е засипан от критики и напуска след тригодишен престой в клуба. Завръща се в Холандия и става селекционер на Националния отбор, когото води в квалификациите за Световно първенство по футбол 2002.
С националния отбор се проваля в квалификациите и не успява да ги класира за финалите на Световното първенство, и след кампанията е заменен от Дик Адвокаат. Същата година се завръща в Испания и поема за кратко Барселона, но напуска само след шест месеца, заменен от Радомир Антич. През 2004 г. става технически директор в Аякс, но подава оставка същата година.
През 2005 г. заменя Ко Адриансе като мениджър на кормилото на АЗ Алкмаар. Завършва сезон 2006/2007 на 3-то място в Ередивизие, 3 точки зад шампиона ПСВ Айндховен и подгласниците от Аякс Амстердам. В края следващия сезон е напът да напусне поради слабото представяне на отбора (завършва 12-и) . Но след като някои от играчите заявяват, че искат той да остане, Луис ван Гаал решава да им даде шанс за изява под негово ръководство и остава. През сезон 2008/2009 спечелва титлата с Алкмаар 3 кръга преди края на първенството . Като през сезона записва поредица от 28 мача без загуба и завършва с най-голяма голова разлика. Още в средата на май 2009 г. става ясно, че ван Гаал няма да продължи да е треньор на Алкмаар и подписва 2-годишен договор с Байерн Мюнхен .

### Байерн Мюнхен
От 1 юли 2009 г. Луис ван Гаал започва тренировки с Байерн. Като за новия си работодател се изказва, че е „клуб мечта“ . Сезонът започва тежко, отборът не е на първо място в Бундеслигата и също така е на крачка от отпадане още в групите на Шампионската лига. Започва да се говори, че ван Гаал ще си тръгне по-рано от предшественика си Юрген Клинсман. В кадрови план той успява да привлече Арен Робен от Реал Мадрид, който по-късно през сезона се оказва важен играч за отбора. От друга страна Лука Тони, един от ключовите играчи при постигнатия от Байерн дубъл през 2007/08, е пратен под наем в Рома в средата на сезона. Също така дава възможност за изява на млади футболисти от школата на Байерн.
Малко преди Коледа настъпва обрат, чийто най-ярък символ е победата над Ювентус в Торино с 4:1. Отборът подобрява играта си и се изкачва на първа позиция в шампионата, а след драматичен четвърт финален мач на Олд Трафорд срещу Манчестър Юнайтед стига и до финал в Шампионската лига. Още в първия си сезон в Мюнхен Луис ван Гаал успява да спечели Бундеслигата и Купата на Германия. А на финала в Шампионската лига се изправя срещу Интер Милано на бившия си помощник от Барселона Жозе Моуриньо. Байерн губи финала с 2:0 и не успява да направи исторически требъл. И все пак в края на сезона ван Гаал е избран за треньор на годината след анкета направена от списание „Кикер“ и съюза на професионалните играчи в Германия.
В началото на сезон 2010/11 Луис ван Гаал спечелва с отбора Суперкупата на Германия. След серия разочароващи резултати, застрашаващи третото място в класирането, даващо право на участие в Шампионската лига, Байерн уволнява Ван Гаал преди края на сезон 2010/2011. До края на сезона отборът е воден от помощника му Андреас Йонкер.

## Успехи
Аякс
- Купа на УЕФА – 1991/92
- Купа на Холандия – 1992/93
- Ередивизие (3) – 1993/94, 1994/95, 1995/96 (като технически директор – 2003/04)
- Суперкупа на Холандия (3) – 1993, 1994, 1995
- Шампионска лига – 1994/95 (финалист – 1995/96)
- Междуконтинентална купа – 1995
- Суперкупа на УЕФА – 1995

 ФК Барселона
- Примера Дивисион (2) – 1997/98, 1998/99
- Купа на Краля – 1997/98
- Суперкупа на УЕФА – 1997

 АЗ Алкмаар
- Ередивизие – 2008/09

 Байерн Мюнхен
- Бундеслига – 2009/10
- Купа на Германия – 2009/10
- Суперкупа на Германия – 2010
- Шампионска лига (финал) – 2009/10

Индивидуални
- Награда Ринус Микелс (за най-добър треньор) (2) – 2007, 2009
- Холандски спортен треньор на годината – 2009
- Die Sprachwahrer des Jahres – 2009
- Германски футболен треньор на годината – 2010